# توني آدامز (ممثلة)
توني آدامز (بالإنجليزية: Toni Adams)‏ هي مديرة (مصارعة محترفة) وممثلة أمريكية، ولدت في 19 أغسطس 1964 في فريير في الولايات المتحدة، وتوفيت في 24 يونيو 2010 في لويفيل في الولايات المتحدة بسبب توقف القلب.